# HVS 7
HVS 7 (Hyper-Velocity Star 7), nota anche come SDSS J113312.12+010824.9, è una rara stella iperveloce che è stata accelerata a una velocità superiore alla velocità di fuga della nostra Galassia, la Via Lattea. È stata catalogata per la prima volta durante lo Sloan Digital Sky Survey ed è stata identificata come stella iperveloce nel 2006.
Nel 2013 un team guidato da N. Przybilla ha riportato che la stella aveva una fotosfera chimicamente peculiare, che ne ha mascherato le origini. Ha uno spettro chimicamente peculiare, che corrisponde approssimativamente a una subnana di tipo B. Si presume che le stelle situate in questa regione del diagramma di Hertzsprung-Russell siano o stelle calde del ramo orizzontale, oppure oggetti di piccola massa che bruciano elio, oppure stelle di massa moderata che bruciano idrogeno e si trovano leggermente al di sotto della sequenza principale. 
L'elevata velocità di rotazione di HVS 7 significa che probabilmente è una giovane stella vicino alla sequenza principale, con un'età di circa 150 milioni di anni e una massa 3,7 volte la massa del Sole. 